# موعد مع الموت
الموعد الدامي أو موعد مع الموت أو موت في البتراء (بالإنجليزية: Appointment with Death)، هي رواية تحقيق من تأليف اغاثا كريستي، نشرت لأول مرة في المملكة المتحدة من قبل «نادي كولنز للجرائم» في 2 مايو/ايار 1938 وفي الولايات المتحدة الأمريكية من قبل «شركة دود وميد» لاحقا في نفس العام.
ظهرت في الرواية شخصية المحقق البلجيكي هيركيول بوارو، والرواية تعكس تجارب اغاثا كريستي في السفر إلى الشرق الأوسط مع زوجها عالم الآثار السير ماكس مالوان.

## مقدمة الحبكة
في عطلة في القدس، يسمع بوارو بالصدفة ريموند بيتون يخبر أخته «ألا توافقينني في أنها يجب أن تُقتل؟». زوجة أبيهم، السيدة بيتون، طاغية سادية تسيطر على عائلتها. عندما عُثر عليها ميتة في رحلتها إلى البتراء، يعرض بوارو عليهم حل القضية خلال أربع وعشرين ساعة، على الرغم من أنه لا يملك أدلة لمعرفة ما إذا كانت جريمة قتل.

## ملخص الحبكة
تبدأ الرواية بوصف للأسرة والضحية من وجهة نظر سارة كينغ والطبيب جيرارد، اللذين يناقشان سلوك الأسرة. السيدة بيتون سادية ومتسلطة، ولها تصرفات ربما تكون قد أخذتها عن مهنتها الأصلية كمأمورة للسجن. تنجذب سارة إلى ريموند بيتون، بينما يعترف جيفرسون كوبي برغبته في إبعاد نادين بيتون عن زوجها لينوكس بيتون وتأثير حماتها. بعد أن أُحبطت رغبتها في تحرير أفراد عائلة بيتون، تواجه سارة السيدة بيتون التي يمثّل جوابها الواضح تهديدًا غريبًا: «أنا لا أنسى شيئًا أبدًا - لا الأفعال ولا الأسماء ولا حتى الوجوه». عندما تصل المجموعة إلى البتراء، ترسل السيدة بيتون أسرتها بعيدًا عنها على نحو غير معهود لفترة من الزمن. في وقت لاحق، يُعثر عليها ميتة وعلى معصمها وخزة إبرة.
يزعم بوارو أن بوسعه حل اللغز في غضون أربع وعشرين ساعة بمجرد إجراء مقابلة مع المشتبه بهم. أثناء هذه المقابلات، يضع جدولًا زمنيًا يبدو مستحيلًا: تحدد سارة كينغ وقت الوفاة قبل الأوقات التي يدعي فيها العديد من أفراد الأسرة رؤيتهم الضحية لآخر مرة على قيد الحياة. يركَّز الاهتمام على حقنة تحت الجلد يبدو أنها سُرقت من خيمة الطبيب جيرارد وتم استبدالها لاحقًا. يُعتقد أن السم الذي أُعطي للضحية هو الديجيتوكسين، وهو شيء تناولته مسبقًا كدواء.
ثم يدعو بوارو لعقد اجتماع ويشرح كيف اكتشف كل فرد من أفراد العائلة -بالترتيب- موت السيدة بيتون، ولكن أحد أفراد العائلة، فشل في الإبلاغ عن الحقيقة. لو أن القاتل من أفراد الأسرة، لَما احتاج إلى قتل الضحية بحقنة تحت الجلد، إذ كان بالإمكان إعطاؤها جرعة زائدة في دوائها بطريقة أكثر فاعلية. هذا يوجّه الاشتباه نحو أحد الغرباء.
يُكتشَف أن القاتلة هي السيدة ويستهولمي التي كانت -قبل زواجها- مسجونة في السجن الذي كانت فيه الضحية سابقًا مأمورة. وكانت السيدة بيتون قد وجّهت ذلك التهديد الغريب للسيدة ويستهولمي، وليس سارة؛ إذ كان اتباع طريقة جديدة في التعذيب إغراءً بالنسبة لها لا يمكن مقاومته. تنكّرت كخادمة عربية، وارتكبت جريمة القتل ثم اعتمدت على الآنسة بيرس في التضليل الذي أخفى دورها في الجريمة. تسمع السيدة ويستهولمي، التي تتنصّت في غرفة مجاورة، أن تاريخها الإجرامي على وشك أن يُكشف للعالم فتنتحر. تعيش العائلة -بعد أن تحرّرت أخيرًا- حياة أكثر سعادة: تتزوج سارة من ريموند؛ وتتزوج كارول جيفرسون؛ وتبدأ جينيفيرا بممارسة مهنة ناجحة كممثلة مسرحية، وتتزوج من الطبيب جيرارد.

## الشخصيات
- هيركيول بوارو، المحقق البلجيكي المشهور.
- الكولونيل كاربوري، شخصية بارزة في منطقة شرق الأردن.
- السيدة بيتون، الضحية.
- جينيفيرا بيتون، ابنة الضحية.
- ريموند بيتون، ابن زوج السيدة بيتون.
- كارول بيتون، ابنة زوج السيدة بيتون.
- لينوكس بيتون، ابن زوج السيدة بيتون.
- نادين بيتون، زوجة لينوكس.
- جيفرسون كوبي، صديق العائلة.
- الدكتور جيرارد، عالم نفسي فرنسي.
- سارة كينغ، دكتورة شابة.
- ليدي ويستثولمي، عضوة في البرلمان ومشاركة في الرحلة.
- الآنسة ايمبل بيرس، مربية أطفال سابقة.

## الاقتباس
- تم اقتباس مسرحية من الرواية عام 1945 وقد حملت تغييرات جذرية على الأحداث والشخصيات في الرواية.
- تم اقتباس فيلم من الرواية عام 1988 من بطولة بيتر اوستينوف بدور هيركيول بوارو.
- تم اقتباس إحدى حلقات مسلسل "اغاثا كريستي بوارو" من الرواية عام 2008 من بطولة ديفيد سوتشي بدور هيركيول بوارو، مع العديد من التغييرات التي مست الأحداث والشخصيات.

## العناوين العالمية
- حافظت العديد من الترجمات على العنوان الأصلي، مثل الترجمة الفرنسية والإسبانية والتركية والإيطالية...
- وقد تم تغيير العنوان الأصلي في ترجمات أخرى مثل: «يجب أن تقتل» في الترجمة الفنلندية، «موعد مع جثة» في الترجمة الألمانية، «موت مستبد العائلة» في الترجمة الهولندية.
- ترجمت الرواية إلى العربية بعنوانين: «موعد مع الموت» و«جريمة في الصحراء».[2]

## الروابط الخارجية
- معلومات حول الرواية في الموقع الرسمي لأغاثا كريستي (باللغة الإنجليزية).
- معلومات حول الفيلم المقتبس من الرواية عام 1988 (باللغة الإنجليزية).
- معلومات حول حلقة مسلسل «اغاثا كريستي» المقتبسة من الرواية (باللغة الإنجليزية).